# Hermann Egeler
Hermann Egeler (1411/22 urkundlich genannt) war ein sächsischer Amtshauptmann.

## Leben
Er stammte aus Wischwitz und gehörte einem Adelsgeschlecht an.
1411/13, 1416 und 1422 wird er als Hauptmann des sächsischen Amtes Delitzsch urkundlich erwähnt.